# 田瑴
田瑴，又名田珏（？—1147年），金朝官員。
兄長田穀，官至利涉軍節度使。早年田瑴是韓企先提拔的汉官，任吏部侍郎。蔡松年、許霖、曹望之等慕其名，想和田瑴相结交，但被田瑴拒绝，雙方结下怨仇。日後，蔡松年经常在完顏宗弼面前诋毁田瑴。皇统元年（1141年），宗弼回朝辅佐熙宗，以蔡松年为刑部员外郎。右丞韓企先生前推薦田瑴為接班人，宗弼卻說此人該殺。皇统六年（1146年），韓企先去世，田瑴出京為橫海軍節度使。皇统七年（1147年）六月，借故杀田瑴、奚毅等多人。